# オンブラ川
オンブラ川（クロアチア語: Ombla）は、クロアチアのドゥブロヴニク北東にある短い川。その流路は概ね30メートルで、ドゥブロヴニク＝ネレトヴァ郡の Komolac で、アドリア海のリエカ・ドゥブロヴァチュカ湾に注いでいる。リエカ・ドゥブロヴァチュカ湾はリア、つまり海面の上昇により水没した溺れ谷である。この川の源泉はカルスト地形の湧泉であり、そこから湧き出る地下水はオンブラ川の後背地であるポポヴォ平野を流れる浸入河川であるトレビスニカ川から供給されている。川の源泉と河口の高度差は2メートルをわずかに上回るにすぎない。平均流量は毎秒24.1立方メートルである。オンブラ川の流域はわずかな表面流路の周辺域だけでなく地下水流域を含めると、600平方キロメートルに及ぶ。
オンブラ川はドゥブロヴニクにおける上水道の水源となっている他、20年以上前から水力発電所の建設が計画されている。2012年時点で、地下貯水池と68メガワットの発電プラントを建設予定である。この計画は環境保護と生物多様性維持、技術的実現可能性、採算性、手続き上の問題で不審を呼び論争の的となっている。特に焦点となっている問題は、地下貯水池が地震の原因となる可能性についてであった。

## 水源と流路
オンブラ川の流路は、ドゥブロヴニク＝ネレトヴァ郡にあり、クロアチア本土の南端にある都市ドゥブロヴニクの北東に位置する。川の周辺地域はリエカ・ドゥブロヴァチュカ（「ドゥブロヴニクの川」の意）として知られ、オンブラ川の近くに複数の村が存在し、約12,000人が居住している。この地域名はオンブラ川が流れこむ、周囲を標高600メートルの丘陵に囲まれた全長5キロメートルで幅400メートル、水深26メートルのアドリア海に繋がるリアス式の湾の名称でも有る。オンブラ川の源泉は、標高422メートルの Golubov Kamen 山塊の麓にあり、この地形がクロアチアとボスニア・ヘルツェゴヴィナとの国境をなしている。。
川の源泉は80×40メートルの洞窟となっており、水面から天井までの高さは8メートルである。湧水量が最大の湧泉は標高15メートルに位置し、2番めの湧泉は標高2.5メートルにある。この湧泉はクロアチアで最大規模のカルスト泉であり、ディナル・アルプス山脈においても同様である。洞窟内における水面の標高は2.38メートルである。オンブラ川の水がアドリア海に注ぎこむところにある堰までの長さは概ね30メートルしかなく、これが世界最短の川であるという主張の根拠となっている。

## 流域
オンブラ川の流域は、少なくとも600平方キロメートルに及び、ドゥブロヴニク地域のアドリア海の沿岸とポポヴォ平野の間の領域を含めると、900平方キロメートルに至る。川の短い流れを除き、流域は地下水脈に限られる。流域の正確な境界は、地下水の滲透と流動を決定する様々な水文学的条件の優劣によって変化する。この領域には居住地が176ヶ所あり、約50,000人の住民がいる。
この地域はカルスト地形をなし、基盤岩の大半が石灰岩で、ドロマイトと第四紀の堆積岩が比較的狭い範囲に分布する。始新世のフリッシュが湛水域の南西限を形成して、地下水脈の流れをオンブラ川の源泉へと導いている。この基盤岩は、アドリア海の炭酸塩プラットフォームとして、三畳紀のノリアン期から後期白亜紀に掛けて堆積した一連の分厚い炭酸塩岩から成り、その厚さは8,000メートルに及ぶ。始新世および前期漸新世において、アドリア海プレートが北および北東へ移動してディナル・アルプス山脈を隆起させ、アルプス造山運動に寄与した。流域のカルスト地形は、露出した炭酸塩岩プラットフォームの風化により発達した。カルスト地形化が大規模に始まったのは、漸新世から中新世にかけて生じたディナル・アルプス山脈における最後の隆起活動の後で、それにより炭酸塩岩が大気中に露出したことによる。これはlabel=最終氷期の最盛期に生じており、海面は現在よりも120メートル低かった。カルスト構造の一部は海面低下の初期段階、特にメッシニアン塩分危機の最中に形成されている。フム とオンブラ川の間にある断層のようなこの地域の地理的構造は、湛水域における最近の地殻変動を示している。周辺地域で近年発生した強い地震は、1979年のモンテネグロ地震で、マグニチュード 7.0 だった。直近の地域における強い歴史地震は、1667年のドゥブロヴニク地震が唯一で、この際は津波も発生している。
流域及びポポヴォ平野における水文学的型式は、ポリエから地中に消えてしまう浸入河川であるトレビスニカ川が決め手を有している。この地下水は数多くの湧泉へと流れていく。その一部は、ポリエの北西にあるネレトヴァ川の支流の源泉となり、あるいはカルスト泉（海中を含む）として表出し、そしてオンブラ川の源泉となるものもあるわけである。オンブラ川の流量は、Komolac の取水施設で計測されており、毎秒 3.96～104 立方メートルの幅で変化し、平均毎秒 24.1 立方メートルである。トレビスニカ水力発電所の完成と、トレビスニカ川底のコンクリート化が進んだ結果、平均流量は毎秒約 10 立方メートル減少している。一方、最低流量は河川改修の影響を受けていない。
湛水域は2つの気候帯に区分される。標高400以下の領域が地中海性気候で、それ以外が大陸性気候だ。年平均降水量は気候帯によって異なり、沿岸部のドゥブロヴニクでは 1,238ミリメートルで、ポポヴォ平野のフムでは 2,037ミリメートルである。

## 経済

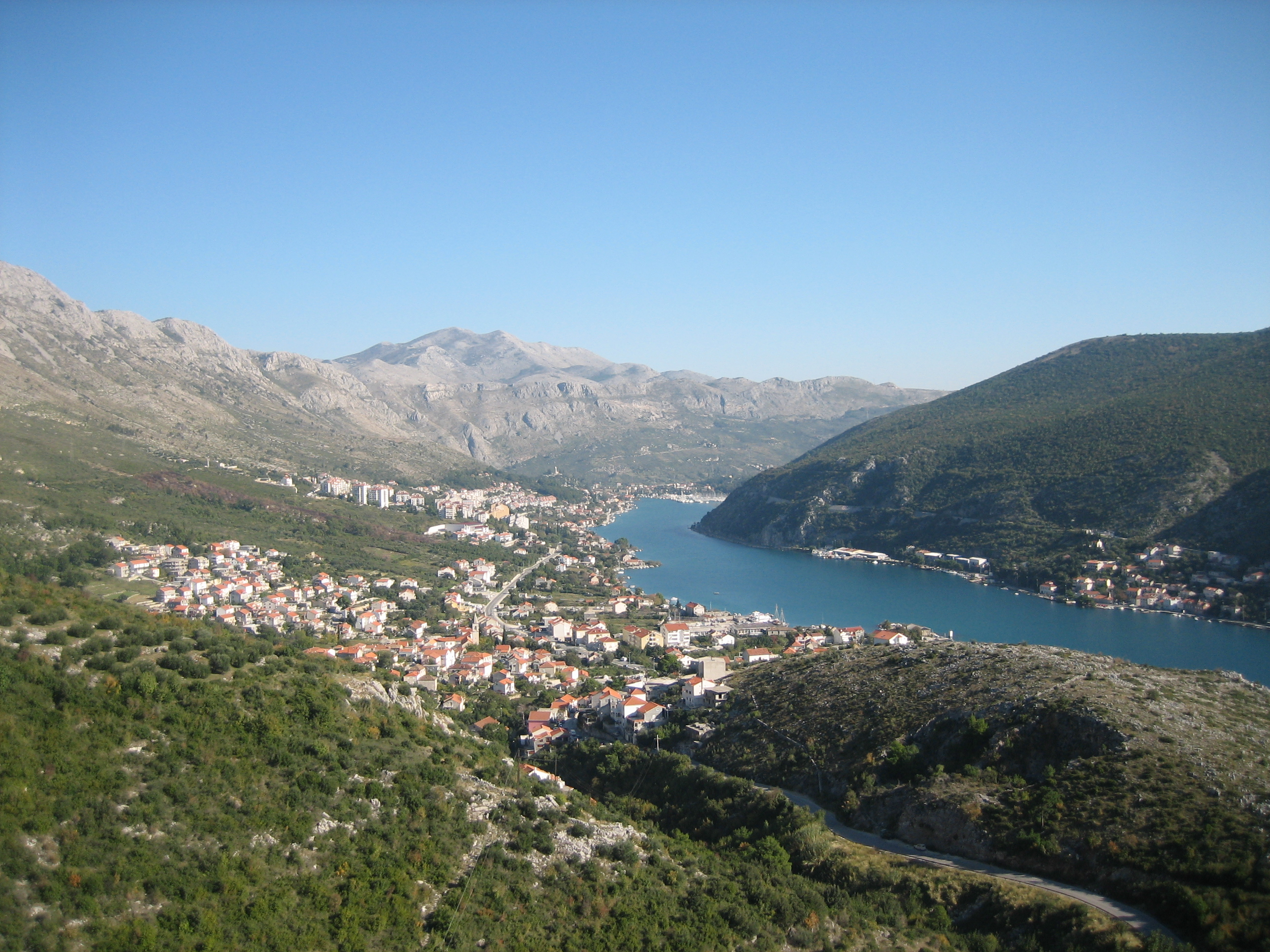
リエカ・ドゥブロヴァチュカ湾－オンブラ川が注ぎこむリアス式の湾

2012年現在、オンブラ川はドゥブロヴニク市上水道の水源として利用されている。Komolac の取水施設では、毎秒 560 リットルが組み上げられている。オンブラ川がドゥブロヴニク市の水道に利用され始めたのは1897年に遡り、川に設置された組み上げ用水車の所有者と市当局が最初に契約した際の取水量は、1日当り 960 立方メートルだった。年に3～5回ほど、多量の降水が起きて4，5日過ぎてから川の水に含まれる浮遊粒子状物質の割合が増加し、濁った状況となる。オンブラ川水力発電所建設計画に伴い、取水施設をより標高の高い位置への移設が提案されている。現状の計画では、標高55メートルの位置に新規取水施設が建設される予定である。この変更により水道水の水質が向上し、供給能力も毎秒1,500リットルへの増強が見込まれている。上水道を流れる平均水量は月によって変化し、夏期の旅行シーズンにピークを迎える。2008年を通したオンブラ川からの日平均取水量は 17,750 立方メートルだったが、2008年8月には日平均取水量が 23,419 立方メートルに達している。

### 発電所建設計画
オンブラ川では水力発電所建設計画が進行中で、それによると海面下250メートルから標高135メートルにまで及ぶグラウト・カーテンとコンクリート・ブロックで遮蔽された地下貯水池を建設し、その中にオンブラ川源泉の水を引き入れて、発電に利用する予定である。この計画では、全長3,063メートルの Vilina 洞窟が、入り口から7メートル下のレベルまで湧水により水没することになっている。この発電所の設計上の発電能力は68メガワットである。この建設計画に対し、2011年11月22日に欧州復興開発銀行 (EBRD) を通した1億2320万ユーロの融資が承認された。計画の総費用は1億5240万ユーロと見積もられている。欧州連合の生息地指令に従い、EBRD から融資を受ける前に更なる環境アセスメントと生物多様性保全計画の策定が必要である。この文書では、必要とされる可能性のあるあらゆる緩和措置や補償事業を規定しておく必要がある。

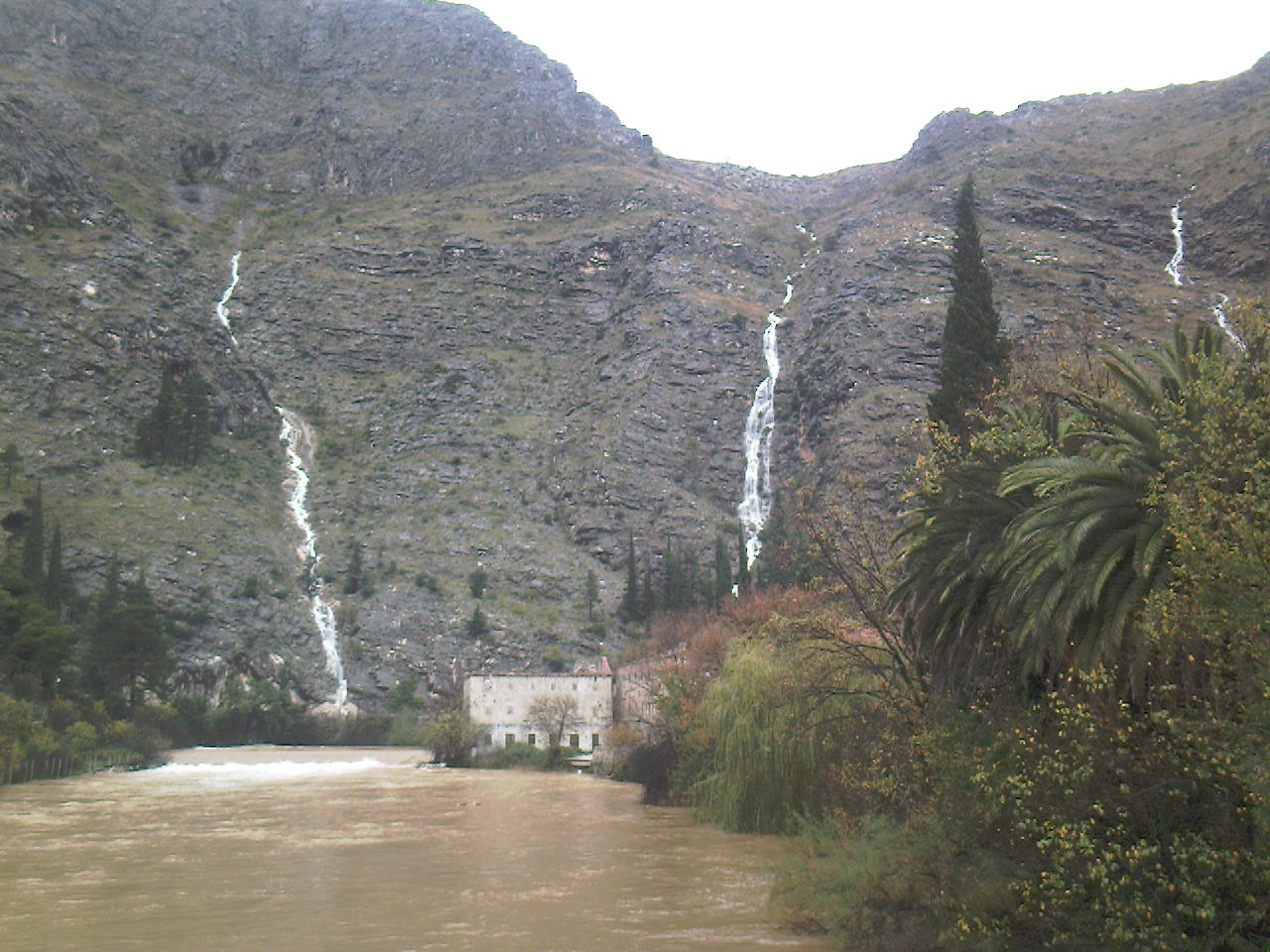
Golubov Kamen 山塊の麓から流れ出るオンブラ川。大雨の後には、山の上に更なる湧水が形成されあふれ出てくる。

環境保護NGOにより、7種のコウモリが脅威に曝されることが公表され、開発計画に対し批判の火蓋が切られた。続いてNGOは、計画が不法かつ環境を危機に陥れ、財政的に不健全で、技術的実現性にも乏しいと主張を繰り広げた。建設計画の環境アセスメントは、1999年に実施されているが、クロアチアの法規ではアセスメントの実施から2年を超えることを認めていないため、計画の合法性に異論が出されることとなった。Vilina 洞窟の水没が環境上の懸念事項として取り上げられ、また財政上の問題についても、Hrvatska elektroprivreda（計画を主導する国営企業）が別の建設計画で予算超過を引き起こしており、その点が槍玉に挙げられた。技術面で指摘された事項のひとつとして、地下水による地震の発生が危惧されている。計画反対派は、クロアチア首相へ発電所の建設を取りやめるよう陳情した。
2011年の議会選挙の後、先立って建設計画への反対を表明していたミレラ・ホリーが、環境・自然保護省の大臣に指名された。2012年、当省は当該環境アセスメントに対する再調査を4機関に依頼した。その結果、1つがアセスメントを支持し、3つが反証を挙げて否定した。この調査結果は、ホリーが辞職した翌日の2012年6月7日に内閣へ提出された（辞職と再調査とは無関係と伝えられている）。環境アセスメントの起草者から、調査結果が未公表で調査機関も秘匿されていることを挙げて反対の声が上がった。ゾラン・ミラノヴィッチ首相は、1990年代初頭から懸案とされている問題に対して判断を下す前に、クロアチア国内のみならずヨーロッパ、果ては世界全体から専門家の意見を求めたかったと述べている。
2013年5月、欧州復興開発銀行は環境問題の懸念から融資の承認を取り消した。

## 語源
古典古代において、オンブラ川は現在のヘルツェゴヴィナ地域を、沿岸まで現れては消えることを繰り返すアリオン川 (Arion) の一部と見なされていた。これは偽スキュラクスのペリプルスに記載されており、この川の名称として最古に当たる。川名の語源として最も有望と考えられているのは、ラテン語の Vimbula（ブドウ畑の意）、もしくは川がかつてザクルミアに属していたことによる Humbla である。他に、川名が「水のある穴」おそらくは「井戸」を意味するスラブ語派の単語 ubao もしくは ubla に由来するという説もある。16世紀以降、この川は Ombla もしくは Umbla、あるいは Rika や Rieka 、Ričina 、Rijeka 等、「川」と解釈可能な様々な名称で呼ばれるようになった。19世紀には、明らかに古典時代の Arion から由来する Orion という名称が使われている。「オンブラ」(Ombla) という単語はアルバニア語で「甘い水」を意味する。